# Jianshan, Chongqing
Jianshan (kinesiska: 尖山) är en köping i sydvästra Kina. Den ligger i häradet Wuxi i storstadsområdet Chongqing,, omkring 300 kilometer nordost om det centrala stadsdistriktet Yuzhong. Antalet invånare är 17 334. Befolkningen består av 8 501 kvinnor och 8 833 män. Barn under 15 år utgör 20,0 %, vuxna 15-64 år 67 %, och äldre över 65 år 11,0 %.